# San Jorge y el dragón (Paolo Uccello, París)
San Jorge y el dragón es una obra del pintor italiano Paolo Uccello. Está realizado en temple sobre madera, y fue pintado entre 1456 y 1460. Mide 52 cm de alto y 90 cm de ancho. Se exhibe actualmente en el Museo Jacquemart-André de París.
Existe una versión anterior que se guarda hoy en la National Gallery de Londres. En esta obra, como en otras suyas, Paolo Uccello crea una atmósfera irreal, que hasta cierto punto puede recordar a obras del surrealismo.